# Фэрфилд (Огайо)
Фэрфилд (англ. Fairfield) — город в округах Батлер и Гамильтон, штат Огайо, США. Он расположен недалеко от одного из крупнейших городов штата — Цинциннати. Фэрфилд был основан в 1787 году, но статус города получил лишь в 1955 году.

## История
В 1787 году были основаны первые поселения города. Патриарх Фред Грох покупает 50 акров земли (0.2 м квадратных)
1953 г.,6 августа - Daily News и Hamilton Journal сообщают о генеральном плане воссоединения полгорода в один большой город (в том числе главные промышленные районы города).
1954 г.,июнь-Референдум о слиянии маленьких деревень в один большой город(в том числе Фэрфилда). Большинство проголосовала «за» воссоединение деревень в один большой город.
1955г. - город воссоединил район Стоктон с площадью 10 квадратных миль (26 квадратных км).
1965 г. - построено текущее Фэрфилдское Муниципальное здание.
1972 г. -11-й ежегодный фестиваль «Homearama» прошёл в Фэрфилде, впервые за пределами округа Гамильтон. Ежегодный фестиваль домашних рам после этого проходила в городе ещё 2 раза.
1974 г. - Джим Бонимио покупает землю в промышленной зоне города и открывает постоянный овощной супермаркет. Сейчас у сети супермаркетов «Jungle Jims» имеется более 50000 еженедельных покупателей и ежегодный оборот в 100 млн. $.
1979 г. - сборная Фэрфилда по гольфу побеждает в чемпионате Гамильтона по гольфу. Это первая школьная сборная победивший чемпионат штата Огайо.
1985 г. - сборная Фэрфилда по бейсболу побеждает в чемпионате штата Огайо по бейсболу.
1986 г. - сборная Фэрфилда по футболу побеждает в чемпионате по футболу штата Огайо.
1989 г. - сеть магазинов «Forest Fair Mall» открывает 3 больших и 37 малых магазинов. В городе построено торговый центр площадью 0.16 км квадратных. Торговый центр в 2004 году переименован в «Cincinnati Mills».

## География
Согласно переписи населения Соединённых Штатов, город общей площадью 54,6 км², из которых 54,4 км² занимает земля и 0,2 км² (0,43 %) вода.